# Place du Bon-Pasteur
La place du Bon-Pasteur est une voie de Nantes, en France.

## Situation et accès
Située dans le centre-ville de Nantes, la place du Bon-Pasteur est rectangulaire, disposée dans un axe nord-sud. Arborée, elle est plantée de deux spécimens de Catalpa bignonioides. Son extrémité nord est délimitée par la jonction entre la rue du Calvaire et la rue de Feltre. À l'opposé, elle est desservie par la rue Contrescarpe qui débouche au sud-ouest et par l'escalier dénommé également « passage du Bon-Pasteur » qui, situé au sud-est, est à l'origine du nom à la rue de l'Échelle dont il forme l'extrémité nord. Cet escalier permet d'accéder à la rue des Vieilles-Douves qui se trouve en contrebas.
À l'exception d'un bâtiment au sud de la place, à l'angle de la rue Contrescarpe, datant du XIXe siècle, les immeubles formant l'esplanade ont été construits au milieu du XXe siècle, selon les mêmes normes que ceux de la rue du Calvaire.

## Origine du nom
En 1694, une lingère, Madeleine Gaudin, et un diacre, Barbot de La Perrinière, fondent un couvent destiné à accueillir des femmes souhaitant abandonner la prostitution. Cet établissement prend le nom de couvent du Bon-Pasteur, et donne ce nom à la place dont il constitue le côté ouest,,.

## Historique
La place se trouve sur la rive ouest de l'Erdre, urbanisée plus tardivement que le centre historique. Après la construction des remparts du Moyen Âge, l'emplacement de l'actuelle place se trouve en surplomb du fossé creusé au pied des remparts. Lorsque le couvent du Bon-Pasteur est créé, la place est sur la route qui relie le quai de la Fosse à la place de Bretagne et au Marchix. Le côté nord de l'esplanade est occupé par le bois de l'Amourette.
L'urbanisation croissante de Nantes touche le quartier à la fin du XVIIIe siècle. En 1787, un plan d'urbanisme du secteur est tracé.
En août 1793, lors de la Révolution, le couvent devient une prison pour femmes. Elle est destinée à l'internement des « suspectes » nantaises et des femmes et enfants des « brigands ». Sept cents détenues sont recensées fin mars 1794, alors que les bâtiments ne sont prévus que pour deux cents. Parmi les prisonnières Mme de Bonchamps, épouse du général vendéen Charles de Bonchamps, et les sœurs de celui-ci, Marguerite et Agathe. L'épouse du général évite la guillotine grâce à l'intervention de Pierre Haudaudine, agissant par reconnaissance, ayant lui-même été épargné par Bonchamps auparavant. Le lieu est évacué en janvier 1795, et devient de nouveau, sous le Directoire, une prison ; les détenus sont des prêtres en attente de déportation.
En 1807, la place est reliée à la rue de l'Échelle par les marches du Bon-Pasteur.
La place, tout comme la rue Contrescarpe et la rue du Calvaire, est très commerçante, caractéristique conservée au XXIe siècle.
En 1821, le couvent du Bon-Pasteur est vendu. Une filature de coton occupe le bâtiment ; il est détruit par la suite. La chapelle du couvent est démolie en 1825.
L'endroit a également porté les noms de « promenade des Amourettes », « promenade du Calvaire » et a été un prolongement de la rue Paré.
Lors de la Seconde Guerre mondiale, le 16 septembre 1943, les bombardements ravagent le quartier, les bâtiments entourant la place sont touchés. La reconstruction est effectuée après la guerre, sous la direction de l'architecte en chef Michel Roux-Spitz.